# Zacharie Allemand
Pour les articles homonymes, voir Allemand (homonymie).
Zacharie Fourrier Théodore Allemand, né le 1er mai 1762 à Port-Louis, mort le 2 mars 1826 à Toulon, est un marin d’Empire français.

## Biographie

### Avant la Révolution: dans le sillage de Suffren
Fils d’un capitaine de la Compagnie des Indes, il est orphelin très jeune et s’engage à 12 ans comme mousse sur un bâtiment « de la Compagnie », le Superbe et navigue dans l’océan Indien et en mer de Chine méridionale.
Volontaire dans la Marine royale en 1778 sur le Sévère, il participe à toute la campagne du Bailli de Suffren, qui sera un peu son mentor, dans l’océan Indien et à tous ses combats : Sadras, Provédien, Négapatam, Trinquemalay, Gondelour. Il est blessé trois fois, dont deux lors des combats de Gondelour en 1782 et 1783. À la fin de la guerre, au lieu de retourner en France, il reste dans l’océan Indien et la Royale avec le grade de lieutenant de frégate sur le vaisseau l’Annibal puis les flûtes la Baleine et l’Outarde. Il revient finalement en France fin 1786 pour bénéficier de la réforme créant le grade de sous-lieutenant de vaisseau. En cette qualité, il navigue jusqu’à 1791 sur différentes frégates aux Antilles et sur les côtes d’Amérique.

### La Révolution
Lieutenant de vaisseau en janvier 1792, il est capitaine de vaisseau à la déclaration de guerre contre la Grande-Bretagne en février 1793 et chargé du commandement de la frégate la Carmagnole ainsi que d’une petite division. Il effectue une guerre de course en Atlantique et s’empare de la frégate HMS Thames, qui errait désemparée et démâtée après avoir combattu durement la veille la frégate l’Uranie qui avait renoncé à l’abordage. Cette prise facile, la première faite sur la Royal Navy lors de cette guerre, lui vaut les félicitations de la Convention. La Thames est incorporée à la marine de la République sous le nom de la Tamise.
En 1794, commandant le Duquesne, vaisseau de 74 canons, il ravage avec une division les établissements britanniques de Sierra Leone et de Guinée, prenant ou détruisant 21 navires, la plupart négriers.
Il se joint ensuite en Méditerranée à l’escadre du contre-amiral Martin avec lequel il a des relations exécrables. Il participe à l’opération sur la Corse et échappe de peu à une révocation pour indiscipline après le combat indécis du cap Noli (1796).
Devenu chef de division, il commanda une partie de l’escadre du contre-amiral Richery, avec laquelle il combat près de Cadix et participe notamment à la reprise du vaisseau le Censeur. Il est ensuite envoyé détruire les établissements britanniques sur la côte du Labrador. Au retour, il s’empare d’un important convoi : 80 000 000 francs de prises et 1 800 prisonniers, parmi lesquels, le gouverneur général du Canada, toute sa famille et beaucoup d’officiers de marque. Malgré ce succès, il est révoqué de son commandement dès son retour pour « brutalité envers son équipage » et « grossièreté vis-à-vis de ses passagers ».
Sur le Tyrannicide, il participe au raid de Bruix en Atlantique puis Méditerranée. Lorsque Latouche-Tréville succède à Bruix, il révoque Allemand de nouveau pour grossièreté ce qui ne l’empêchera pas de commander quelque temps plus tard les vaisseaux l’Aigle, puis le Magnanime. En 1801, il participe à l’opération de Saint-Domingue contre Toussaint Louverture, s’empare de Saint-Marc puis attaque la Dominique au sein de l’escadre Missiessy qu’il remplace en 1805.

### L’Empire
Dans le cadre des manœuvres de la flotte impériale pour leurrer la Royal Navy et couvrir en Manche les opérations de transport de l'armée du camp de Boulogne en 1804, il reçoit le commandement du Magnanime 74 canons dans l'escadre de Missiessy, avec laquelle il appareille le 11 janvier 1805 pour les Antilles, lieu de rassemblement prévu des escadres de Brest (Ganteaume), Toulon (Villeneuve) et Rochefort, ainsi que de l'escadre espagnole de Gravina. Sur place, Allemand participe activement à la prise de la Dominique. Missiessy quitte les Antilles le 28 mars pour Rochefort : Villeneuve, qui ne quittera Toulon que le 30 mars, ne s'est pas montré.

### À la tête de l’«escadre invisible» 1805
De retour à Rochefort, Missiessy est injustement blâmé pour sa conduite, et tombe malade. Allemand reçoit alors officieusement le commandement de l'escadre (ceci ne sera officialisé qu'avec la disgrâce de Missiessy, le 26 juin), et, le 22 juin 1805, une nouvelle mission : il doit faire diversion, partir vers les côtes d'Irlande comme s'il venait d'Amérique, et s'y faire repérer entre le 4 et le 9 juillet. Sans se faire repérer de la division de 4 à 6 vaisseaux qui surveille ce port il doit ensuite croiser à 100 nautiques à l'ouest du Ferrol du 29 juillet au 3 août, pour réaliser sa jonction avec l'escadre de Villeneuve de retour des Antilles où elle a réussi à distancer  Nelson.
Le 17 juillet, il prend donc la mer avec ses 5 vaisseaux (les vaisseaux Majestueux de  118 canons, Jemmapes, Magnanime, Suffren et Lion de 74 canons, les frégates Armide, Thétis et Gloire de 40 canons, et les bricks Sylphe et Palinure de 16 canons). Parti trop tard pour aller reconnaître l'Irlande, il se dirige vers le point de rendez-vous et y croise effectivement du 29 juillet au 3 août. Ne voyant pas arriver l'escadre de Villeneuve qui a affronté Calder le 22 juillet, et s'est rassemblée en baie de Vigo  jusqu'au 31 juillet, avant de se diriger sur La Corogne (le Ferrol), il se dirige vers le sud de Penmarc'h, second lieu prévu de rendez-vous, et y croise du 6 au 11 août.
Pendant ce temps, Villeneuve tente aussi d'établir le contact. Il détache une frégate, la Didon, à sa recherche. Mais elle est capturée par la frégate anglaise Phénix ! Le 13 août, il quitte Le Ferrol pour se rendre à Brest pour réaliser la jonction avec l'escadre de Ganteaume. Allemand, lui, redescend vers l'Espagne, toujours à la recherche de Villeneuve. Le 14 août, les journaux de bord des deux flottes permettent de conclure qu'elles se sont aperçues. Mais pensant être tombé sur une flotte anglaise très supérieure en nombre, Allemand se dérobe habilement. Villeneuve ne cherche pas à reconnaître cette flotte, car les Anglais ont réussi à lui faire croire qu'une de leurs escadres, forte de 25 vaisseaux, descendait vers Vigo.
Arrivé à Vigo le 16 août, Allemand y prend connaissance des instructions laissées par Villeneuve : repartir sur Brest. Son escadre repart donc dès le 17, arrive à Penmarc'h le 30 août et y croise jusqu'au 6 septembre, échappant aux navires anglais de Stirling. Mais Villeneuve n'est jamais arrivé jusque-là car il a fait demi-tour depuis bien longtemps. Allemand décide alors de redescendre vers l'Espagne.
Le 11 septembre, il est au large de Cadix, et apprend que Villeneuve y est étroitement bloqué : c'est alors le début de l'épopée de l'escadre invisible. Le 15 septembre, il intercepte un convoi des Indes, s’emparant notamment du vaisseau de ligne HMS Calcutta (64 canons) ainsi que 10 navires de commerce. Du 24 au 30 septembre, il est à l'ouvert de la Manche, échappant à Cornwallis. Le 9 octobre, il est au Cap Finisterre, pourchassé par l'amiral Strachan et poursuivant un convoi de Lisbonne… Par la suite, il fait route sur Santa Cruz de Tenerife, réalise de nombreuses prises sur zone, puis fait escale aux Canaries du 3 au 16 novembre pour y soigner ses malades et vendre les prises qu'il a pu faire. Sillonnant l’Atlantique en tous sens, il parvint à échapper à trois escadres ou divisions britanniques à sa poursuite. Il rentre à Rochefort le 24 décembre, après 161 jours de croisière dont 148 de mer. S'il a de nombreux malades dans ses équipages, il n'en ramène pas moins de 1 200 prisonniers, pris sur 52 navires de commerce anglais.
Ce bel épisode vaut à Allemand d'être promu contre-amiral en janvier 1806, et de conserver le commandement de l'escadre de Rochefort, malgré les mises en garde du ministre de la Marine Decrès à l’Empereur :

« C’est l’expression [la brutalité] qui convient aux procédés qu’il a avec ses subordonnés, l’arrogance de ses manières, les propos les plus grossiers et les plus humiliants dans sa conversation et dans ses rapports officiels, une vantardise que rien ne justifie, voilà ce qui lui a aliéné tous ceux qui servent sous ses ordres… Au reste, cet homme si hautain, si dur, si impérieux avec ceux qui sont sous ses ordres a toujours tenté d’en user de même avec ses égaux, et je ne sais comment cela s’est fait, mais il est l’officier à qui j’ai vu le plus de querelles. »

Napoléon qui considère lui qu’Allemand a de la chance, qualité incontournable selon lui pour tout général, le promeut contre-amiral le 1er janvier 1806. De ce fait, Decrès en tire la conclusion (erronée) qu’Allemand est un protégé de l’Empereur et intouchable. Pendant deux ans, jusqu'en 1807, il va rester à Rochefort, dont les Anglais font le blocus sans failles. En janvier 1808, il réussit à amener 5 de ses vaisseaux à Toulon, pour renforcer l'escadre du vice-amiral Ganteaume, chargée d'aller renforcer l'île de Corfou restituée par le traitée de Tilsitt. Allemand et Cosmao-Kerjulien font partie du voyage. Si l'opération est un succès, le but secondaire de la mission (permettre aux troupes du roi Joseph Bonaparte de débarquer en Sicile) est abandonné, les forces anglaises présentes étant jugées supérieures. À leur retour, Allemand prend alors, par intérim, la tête de l'escadre de Méditerranée.
Nommé, en 1809 avec le grade de Vice-amiral, commandant des escadres de Brest et de Rochefort, réunies dans la rade de l’île d'Aix, il prend des mesures de défense insuffisantes alors que tout annonce une attaque britannique par des brûlots. Lorsque Cochrane lance l’attaque, la panique éclate chez les Français et Allemand donne pour seul ordre « liberté de manœuvre » se préoccupant seulement de son propre bâtiment qu’il fait se réfugier dans la Charente après avoir fait jeter par-dessus bord la plus grande partie de son artillerie. Le désastre de la bataille de l'île d'Aix est considérable : quatre vaisseaux et deux frégates pris et détruits ou sabordés. L’amiral n’entreprend rien pour défendre les bâtiments échoués et harcelés par les Britanniques dans les dix jours qui suivent. Decrès convaincu que l’amiral ne doit en aucun cas être inquiété sous peine de déplaire à l’Empereur, fait convoquer un conseil de guerre qu’il manipule en interdisant toute mise en cause de l’amiral. Quatre capitaines seront jugés, l’un d’eux fusillé, un autre révoqué. Toute la marine est choquée par l’outrageuse protection dont bénéficie Allemand quand il est aussitôt nommé au commandement de la flotte de la Méditerranée afin de ne pouvoir être entendu ou mis en cause par le conseil de guerre de Rochefort. 
À Toulon, il entretient des relations détestables avec Emeriau, préfet maritime ; il commande la flotte de Brest en 1811, multipliant incidents, altercations, voire pugilats avec ses officiers. La flotte de Brest reste stationnaire pendant toute cette période. En 1813, il est nommé adjoint de Missiessy à Flessingue, ce qu’il refuse violemment, considérant qu’il ne peut que commander en chef. Il est cette fois en disgrâce et mis en retraite d’office.

### Retraite
Lors de la première Restauration, il harcèle le ministère afin de reprendre du service, demander décorations et honneurs, sans aucun succès.
En mai 1814, Louis XVIII le nomme membre de l'Académie des sciences, dont il devient président en août. Il est fait Chevalier de l'Ordre de Saint-Louis en juin et est admis à la retraite le 27 décembre 1814.
Pendant les Cent-Jours, il est le seul officier général que Decrès refuse de réintégrer. 
Dans les années qui suivent, il crée un ordre de la franc-maçonnerie dissident, le « Suprême Conseil du Prado », peu durable, dont il se proclame « Souverain Grand Commandeur ». Son activité s’y limite à faire condamner et exclure tous les membres importants de l’ordre. Il s’intéresse aussi à l’ordre équestre du Saint-Sépulcre de Jérusalem dont il publie l’histoire : Précis historique de l’Ordre royal, hospitalier, militaire du Saint-Sépulcre de Jérusalem, Paris, Delaunay 1815.
Il meurt à Toulon le 2 mars 1826.

## État de service
- Sous-lieutenant de vaisseau le 7 octobre 1787 ;
- Lieutenant de vaisseau de 3e classe le 1er janvier 1792 ;
- capitaine de vaisseau  de 3e classe le 1er janvier 1793 ;
- capitaine de vaisseau  de 1re classe le 7 janvier 1794 ;
- Chef de division le 21 mars 1796 ;
- Contre-amiral le 3 janvier 1806 ;
- Vice-amiral le 9 mars 1809.

## Commandements
- Commandant de l'escadre de Rochefort (25 juin 1805 - 28 avril 1808) ;
- Commandant en chef de l'armée navale de la Méditerranée (à Toulon : 28 avril 1808 - 28 septembre 1808) ;
- Commandant en second de l'armée navale de la Méditerranée (28 septembre 1808 - 16 mars 1809) ;
- Commandant en chef de l'escadre de l'île d'Aix (17 mars 1809 - 14 juin 1809) ;
- Commandant en chef de l'armée navale de la Méditerranée (à Toulon) (7 juillet 1809 - 2 mars 1811) ;
- Commandant en chef de l'armée navale de l'Océan (escadre de l'Atlantique, à Brest : 23 avril 1811 - 11 mars 1813).

## Faits d'armes
- Lors des deux Batailles de Gondelour en 1782 puis en 1783 ;
- Guerre de course en Atlantique et s’empare de la frégate HMS Thames (1793) ;
- Campagne en Sierra Leone et Guinée où les établissements britanniques et prend ou détruit 21 navires (1794) ;
- Bataille du Cap Noli (1796) ;
- Combat près de Cadix et participe à la reprise du vaisseau le Censeur ;
- Campagne sur la côte du Labrador avec 80 000 000 francs de prises et 1 800 prisonniers, parmi lesquels, le gouverneur général du Canada ;
- Participe au raid de Bruix en Atlantique puis Méditerranée ;
- Campagne en Atlantique (1805), où il s’empare du vaisseau de ligne le Calcutta (64 canons), prend ou détruit environ cent navires.

## Blessures
- Il reçoit trois blessures graves, dont deux lors de chacune des Batailles de Gondelour de de 1782 puis de 1783, lors de la guerre d'indépendance des États-Unis.

## Décorations
- Légion d'honneur :
  - Légionnaire en 1804, puis,
  - Officier le 15 juin 1804, puis,
  - Commandant le 18 avril 1812, puis,
  -  Grand officier de la Légion d'honneur le 7 avril 1813 ;
- Ordre royal et militaire de Saint-Louis :
  -  Chevalier de l'ordre royal et militaire de Saint-Louis le 12 août 1814.

## Titres
- Comte de l'Empire le 15 août 1810.

## Hommage, honneurs, mentions,…

### Épitaphe
Il rédige lui-même son épitaphe :

## Publications
- Précis historique de l’Ordre royal, hospitalier, militaire du Saint-Sépulcre de Jérusalem par le comte Allemand, Paris, Delaunay 1815.

## Autres fonctions
- Membre de l'Académie des sciences (mai 1814), dont il devient président en août 1814 ;
- Fondateur de la loge maçonnique dissidente du « Suprême Conseil du Prado » dont il se proclama « Souverain Grand Commandeur ».

## Pensions, rentes
- Il reçoit une rente de 80 000 francs sur le Hanovre le 15 août 1810 (en même temps que son titre de Comte de l'Empire).

## Armoiries
| Figure | Blasonnement |
|        | Armes du comte Allemand et de l'Empire D'azur, à trois vaisseaux mal-ordonnés d'or, habillés d'argent ; au franc-quartier des comtes militaires., |

### Sources et bibliographie
- « Zacharie Allemand », dans Charles Mullié, Biographie des célébrités militaires des armées de terre et de mer de 1789 à 1850, 1852 [détail de l’édition]
- Georges Six, Dictionnaire biographique des généraux et amiraux de la Révolution et de l’Empire ;
- Auguste Thomazi, Les Marins de Napoléon, Tallandier, Paris 1978 ;
- Pierre Lévêque, Les Officiers de marine du Premier Empire (2 volumes), Service historique de la Marine, Paris ;
- Jules Silvestre, Les Brûlots anglais en rade de l’île d’Aix, Arthur Savaète, Paris 1912.